# Patience Okon George
Patience Okon George (née le 25 novembre 1991) est une athlète nigériane, spécialiste du 400 mètres.

## Biographie
En 2014, elle remporte la médaille de bronze du relais 4 × 400 mètres lors des premiers relais mondiaux de l'IAAF, à Nassau aux Bahamas, en compagnie de Folasade Abugan, Regina George et Omolara Omotoso.
En 2015 elle remporte l'argent au 400 m des Jeux africains de Brazzaville, derrière la Zambienne Kabange Mupopo en 50 s 71. Elle remporte également le relais 4 x 400 m mais le titre est retiré à la suite du contrôle positif de Tosin Adeleye.
Elle obtient la médaille d'argent du relais 4 × 400 mètres mixte lors des Championnats d'Afrique d'athlétisme 2024 à Douala et l'or au 4 × 400 m.

## Palmarès
| Date | Compétition                    | Lieu         | Résultat | Épreuve         | Temps         |
| ---- | ------------------------------ | ------------ | -------- | --------------- | ------------- |
| 2013 | Championnats du monde          | Moscou       | 5e       | 4 × 400 m       | 3 min 27 s 57 |
| 2014 | Championnats du monde en salle | Sopot        | 5e       | 4 × 400 m       | 3 min 31 s 59 |
| 2014 | Relais mondiaux de l'IAAF      | Nassau       | 7e       | 4 × 200 m       | 1 min 33 s 71 |
| 2014 | Relais mondiaux de l'IAAF      | Nassau       | 3e       | 4 × 400 m       | 3 min 23 s 41 |
| 2014 | Jeux du Commonwealth           | Glasgow      | 2e       | 4 × 400 m       | 3 min 24 s 71 |
| 2014 | Championnats d'Afrique         | Marrakech    | 3e       | 400 m           | 51 s 68       |
| 2014 | Championnats d'Afrique         | Marrakech    | 1re      | 4 × 400 m       | 3 min 28 s 87 |
| 2014 | Coupe continentale             | Marrakech    | 3e       | 4 × 400 m       | 3 min 25 s 51 |
| 2015 | Championnats du monde          | Pékin        | —        | 4 × 400 m       | DQ            |
| 2015 | Jeux africains                 | Brazzaville  | 2e       | 400 m           | 50 s 71       |
| 2016 | Championnats d'Afrique         | Durban       | 3e       | 400 m           | 52 s 33       |
| 2016 | Championnats d'Afrique         | Durban       | 2e       | 4 × 400 m       | 3 min 29 s 94 |
| 2017 | Relais mondiaux de l'IAAF      | Nassau       | 5e       | 4 × 200 m       | 1 min 33 s 08 |
| 2017 | Relais mondiaux de l'IAAF      | Nassau       | 7e       | 4 × 400 m       | 3 min 32 s 94 |
| 2017 | Championnats du monde          | Londres      | 5e       | 4 × 400 m       | 3 min 26 s 72 |
| 2018 | Jeux du Commonwealth           | Gold Coast   | 2e       | 4 × 400 m       | 3 min 25 s 29 |
| 2018 | Championnats d'Afrique         | Asaba        | 5e       | 400 m           | 52 s 34       |
| 2019 | Jeux africains                 | Rabat        | 5e       | 400 m           | 52 s 18       |
| 2019 | Jeux africains                 | Rabat        | 1re      | 4 × 400 m       | 3 min 30 s 32 |
| 2022 | Championnats d'Afrique         | Saint-Pierre | 2e       | 4 × 400 m mixte | 3 min 22 s 38 |
| 2022 | Championnats d'Afrique         | Saint-Pierre | 3e       | 4 × 400 m       | 3 min 36 s 24 |
| 2022 | Championnats du monde          | Eugene       | 6e       | 4 × 400 mixte   | 3 min 16 s 21 |
| 2024 | Jeux africains                 | Accra        | 1re      | 4 × 400 m       | 3 min 27 s 29 |
| 2024 | Jeux africains                 | Accra        | 1re      | 4 × 400 mixte   | 3 min 13 s 26 |
| 2024 | Championnats d'Afrique         | Douala       | 1re      | 4 × 400 m       | 3 min 27 s 31 |
| 2024 | Championnats d'Afrique         | Douala       | 2e       | 4 × 400 mixte   | 3 min 13 s 72 |

## Records
| Épreuve | Performance | Lieu        | Date              |
| ------- | ----------- | ----------- | ----------------- |
| 400 m   | 50 s 71     | Brazzaville | 15 septembre 2015 |